# بختيار كتي (هرازبي الجنوبي)
بختیار کتي (بالفارسية: بختیارکتی) هي قرية تقع في إيران في قسم هرازبي الجنوبی الريفي. يقدر عدد سكانها بـ 273 نسمة بحسب إحصاء 2016.